# Edgar Rice Burroughs
Edgar Rice Borroughs (Chicago, 1. rujna 1875. – Tarzana, 19. ožujka 1950.), američki književnik.
Poznat je po pisanju pustolovina o Tarzanu. Ukupno je napisao 24 romana o tom popularnom liku prema kojima je snimljeno više filmova, što igranih, što animiranih.